# 金子聡
金子 聡（かねこ さとし、1984年3月21日 - ）は、東京都出身のアスレティックトレーナー。血液型0型。

## 来歴
- 2010年に、高橋尚子率いるシドニーマラソン2010民間親善大使チーム10に選出された[1]。
- 2011年に、株式会社フィジカルラボ を設立した。
- 2016年10月10日（体育の日）に、フィジカルラボ銀座をオープンした[2]。

## エピソード
- シドニーマラソン2010民間親善大使チーム10の一員には、タレントの吉澤ひとみ、モデルの西谷綾子らがいた[3][4]。

## 資格
- 博士（スポーツ科学）]
- 日本体育協会公認アスレティックトレーナー
- NSCA認定ストレングス＆コンディショニングスペシャリスト
- PADI認定レスキューダイバー
- 中学・高校 保健体育教諭 専修免許

## 雑誌等監修
- with 2009年5月号「やせるランニングのすべて!」
- Domani 2009年6月号「“パーソナル・ランニング”で楽しく、正しく、美しく!」
- FYTTE 2009年10月号「ワザあり靴ではくだけ美脚」
- an・an 2009年9月30日発売
- FYTTE 2010年4月号「パーソくナルトレーナー活用術」
- ランニングをはじめよう! 2010年4月23日発売（ムック本）
- ミセス 2011年2月号「プロに教わるランニング」
- FYTTE 2011年4月号「ラク〜に歩ける！走れる！ポイントおさえよう
- Bodyバイブル 2011年4月12日発売（ムック本）
- 女性セブン 2011年12月22日発売
- Body+ 2012年3月号「美活スポット実況中継」
- LIFE and LIVES 2012年6月号 「おけいこ体験レポート」
- ELLE online 2013年1月24日公開 「パーソナルトレーナーガイド」[5]
- MONOQLO 2014年10月号「履くだけダイエットグッズの実力」
- ミセス 2018年6月号 「夏までにしておきたい、ボディケア」

## メディア出演
- はなまるマーケット（TBS、2009年5月18日）
- 風の街のアリス（関西テレビ、2009年9月20日）
- からだのミカタ（BS-TBS、2010年3月27日、2011年4月16日）
- 7スタBratch!（テレビ東京、2010年11月11日）
- Gold Rush（J-WAVE、2016年10月14日）
- Blue Ocean（TOKYO FM、2016年10月24～28日）
- 日経モーニングプラス（BS-ジャパン、2017年9月5日、2018年2月6日）